# Clovelly (Anglia)
Clovelly – wieś w Anglii, w hrabstwie Devon, w dystrykcie Torridge. Leży 68 km na północny zachód od miasta Exeter i 304 km na zachód od Londynu. Miejscowość liczy 1616 mieszkańców.